# Lire maltaise
Pour les articles homonymes, voir Lire.
La lire maltaise (MTL, en maltais, lira maltija, parfois traduit par « livre maltaise ») est une ancienne monnaie de Malte qui fut l'unité monétaire du pays entre le 19 mai 1986 (adoption de la décimalisation) et le 31 décembre 2007 (adoption de l'euro). La lire se subdivise en 100 cents ou en 1 000 mils.

## Histoire
L’indépendance de Malte est reconnue au sein du Commonwealth le 21 septembre 1964. Le nouvel État maltais conserve le système monétaire britannique. C'est à la lumière des recommandations de la Commission de la décimalisation de la monnaie en 1967, que le gouvernement maltais approuve une loi en septembre 1971 afin de rendre décimales les subdivisions de la livre. Les pièces britanniques alors en circulation furent progressivement démonétisées et en mai 1972 une première série de pièces maltaises les remplace.
L'ancien système britannique/maltais de la Libbra Maltija (livre maltaise) est alors remplacée par le système maltais de la Lira Maltija (lire maltaise code MTL). Cette lire est divisée en 100 cents et le cent en 10 mils.
Au début, 8 pièces furent émises : 2 mils, 3 mils, 5 mils en aluminium, 1 cent en bronze, 2 cents, 5 cents, 10 cents et 50 cents en cupro-nickel. Le 13 décembre 1974, Malte proclame la République, pour célébrer cet événement une pièce de 25 cents en cupro-nickel est émise en juin 1975.
Suivra en 1975 une deuxième série de pièces et en 1991 une troisième série qui sera remplacée le 1er janvier 2008 par l'euro.

## Le passage à l'euro
Depuis le 29 avril 2005, la lire maltaise fait partie du mécanisme de change européen de l'euro, dit MCE II, garanti par la Banque centrale européenne (BCE). À la requête des autorités maltaises, les ministres de la zone euro de l'Union européenne, le président de la BCE et les gouverneurs des banques centrales du Danemark, d'Estonie, de Lituanie, de Slovénie et de Malte ont en effet décidé d'inclure la lire maltaise dans le MCE II.
Le taux pivot a été fixé à 1 euro pour 0,429 300 lire maltaise (la règle veut que six chiffres significatifs soient utilisés pour déterminer les taux de conversion des monnaies remplacées par l'euro, d'où les deux zéros supplémentaires). La bande de flottement s'étendra à plus ou moins 15 % par rapport à ce cours. Les autorités maltaises ont envisagé d'intégrer l'euro fin 2007. Mais elles avaient déclaré qu'elles maintiendraient le taux de change de la lire maltaise au taux pivot par rapport à l'euro — c'était un engagement unilatéral qui ne provoquait pas d'obligation sur la BCE.
L'entrée en vigueur de cette mesure était l'ouverture des marchés boursiers le 2 mai 2005.

### Taux de change
1 EUR = 0,429 300 MTL

## Les pièces de monnaie

### 1972 à 2008
La première série de pièces en lires maltaise a été frappée en 1972 :
- 50 cents au monument du Grand Siège,
- 10 cents au bateau maltais,
- 5 cents à l'autel du temple de Tarxien,
- 2 cents aux chevaliers hospitaliers,
- 1 cent à la George Cross,
- 5 mils au water carrier,
- 3 mils à l'abeille,
- 2 mils à la croix de Malte.

## Les billets
| Valeur | 2 lire           | 5 lire | 10 lire | 20 lire |
| ------ | ---------------- | ------ | ------- | ------- |
| Recto  | Billet de 2 lire |        |         |         |
| Verso  |                  |        |         |         |